# Црквари
Црквари (хорв. Crkvari) — населений пункт у Хорватії, в Вировитицько-Подравській жупанії у складі міста Ораховиця.

## Населення
Населення за даними перепису 2011 року становило 128 осіб.
Динаміка чисельності населення поселення:

## Клімат
Середня річна температура становить 11,08 °C, середня максимальна – 25,26 °C, а середня мінімальна – -5,63 °C. Середня річна кількість опадів – 732 мм.
| Клімат поселення                              | Клімат поселення | Клімат поселення | Клімат поселення | Клімат поселення | Клімат поселення | Клімат поселення | Клімат поселення | Клімат поселення | Клімат поселення | Клімат поселення | Клімат поселення | Клімат поселення | Клімат поселення |
| Показник                                      | Січ.             | Лют.             | Бер.             | Квіт.            | Трав.            | Черв.            | Лип.             | Серп.            | Вер.             | Жовт.            | Лист.            | Груд.            |                  |
| Середній максимум, °C                         | 6,11             | 8,02             | 12,62            | 17,03            | 22,26            | 25,26            | 25,01            | 24,46            | 20,23            | 14,92            | 9,16             | 5,10             |                  |
| Середня температура, °C                       | 0,25             | 2,16             | 6,74             | 11,15            | 16,39            | 19,39            | 21,35            | 20,81            | 16,56            | 11,26            | 5,49             | 1,46             |                  |
| Середній мінімум, °C                          | −5,63            | −3,74            | 0,88             | 5,28             | 10,52            | 13,51            | 17,69            | 17,15            | 12,92            | 7,62             | 1,84             | −2,21            |                  |
| Норма опадів, мм                              | 45               | 43               | 44               | 56               | 69               | 93               | 66               | 65               | 55               | 65               | 73               | 58               |                  |
| Середньомісячна швидкість вітру, м/с          | 2.14             | 2.40             | 2.70             | 2.60             | 2.30             | 2.10             | 2.10             | 1.90             | 1.90             | 2.00             | 2.10             | 2.20             |                  |
| Середньомісячна сонячна радіація, кДж/м²·день | 4209             | 6922             | 10821            | 15257            | 19236            | 21267            | 22237            | 20171            | 14864            | 9138             | 4758             | 3572             |                  |
| --------------------------------------------- | ---------------- | ---------------- | ---------------- | ---------------- | ---------------- | ---------------- | ---------------- | ---------------- | ---------------- | ---------------- | ---------------- | ---------------- | ---------------- |
| Джерело:                                      |                  |                  |                  |                  |                  |                  |                  |                  |                  |                  |                  |                  |                  |